# 小行星4801
小行星4801（英語：4801 Ohre）是一颗围绕太阳公转的小行星。1989年10月22日，安東寧·姆爾科斯在克列特发现了此天体。
这颗小行星的绝对星等为44.90938355439884等。